# بولدوزر زرهی

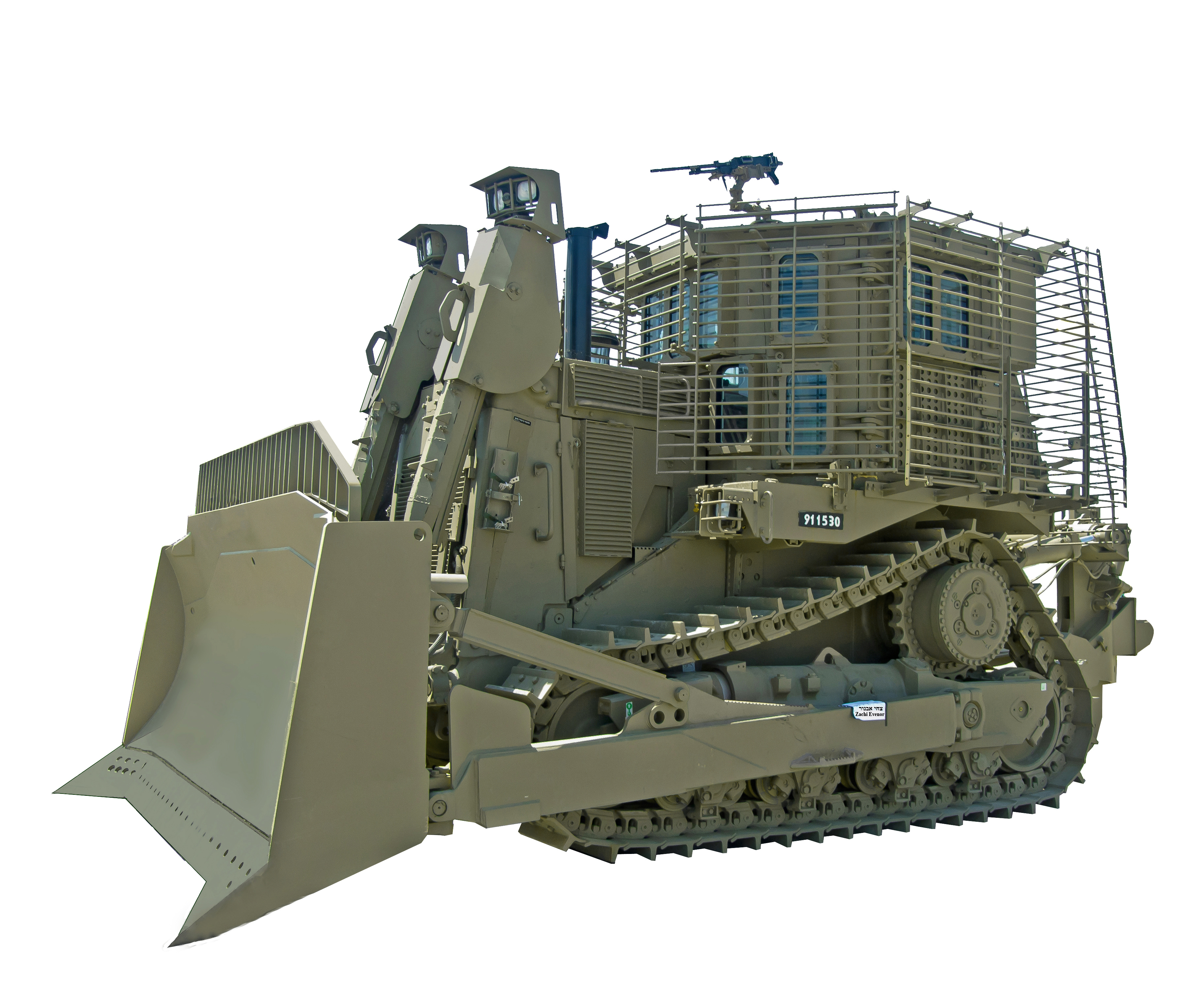
خودرو زره‌پوش شده کاترپیلار دی۹ نیروهای دفاعی اسرائیل که با نام "דובי" (خرس عروسکی) در اسرائیل شناخته میشود.

بولدوزر زرهی یکی از ابزارهای اولیه مهندسی رزمی است. این خودروهای مهندسی نظامی دارای ترکیبی از قابلیتهای بولدوزر در کندن زمین و قابلیتهای زرهی است در زمان نبرد از که خودرو و کاربر آن محافظت میکند.

## نگارخانه

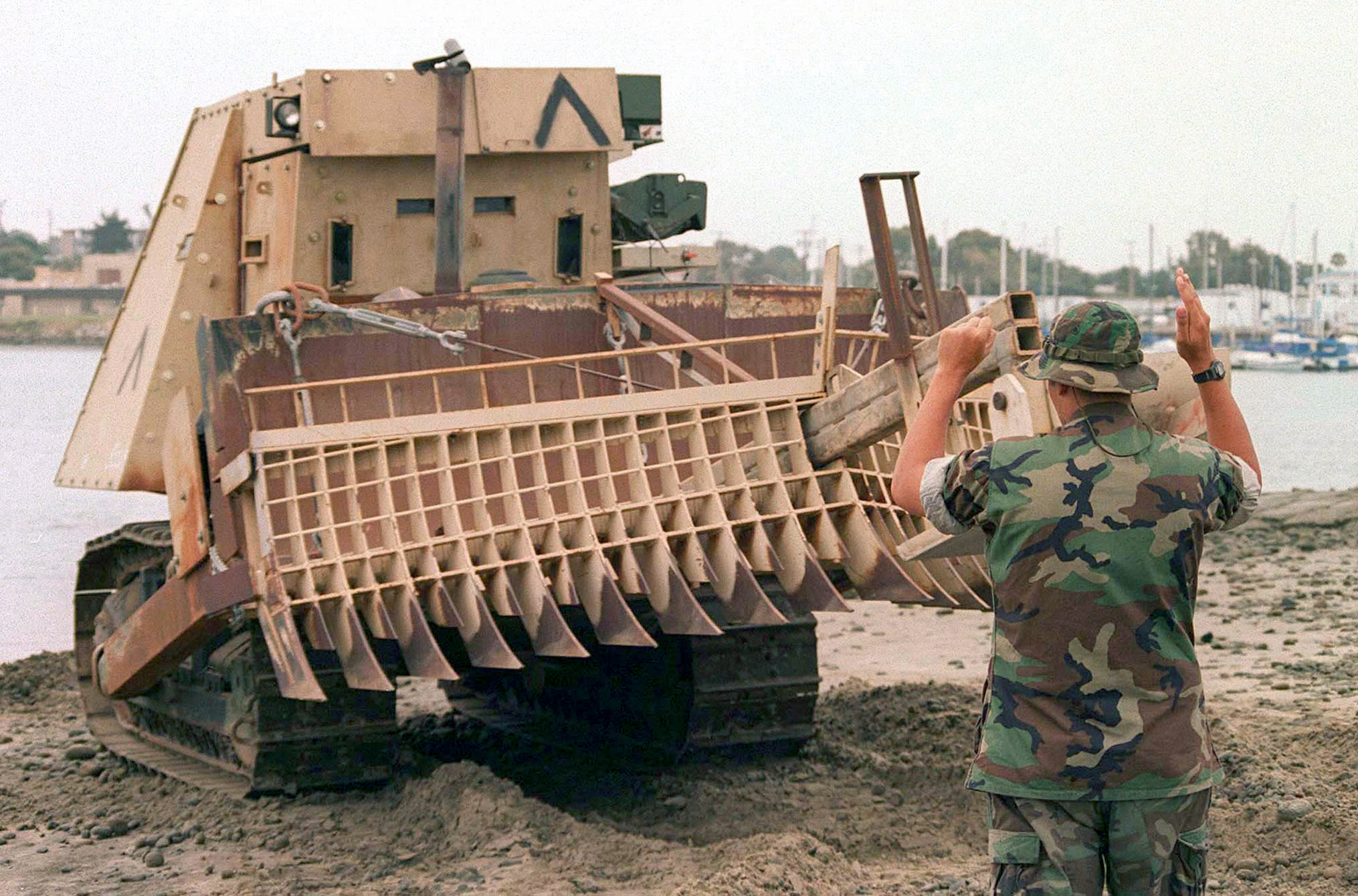
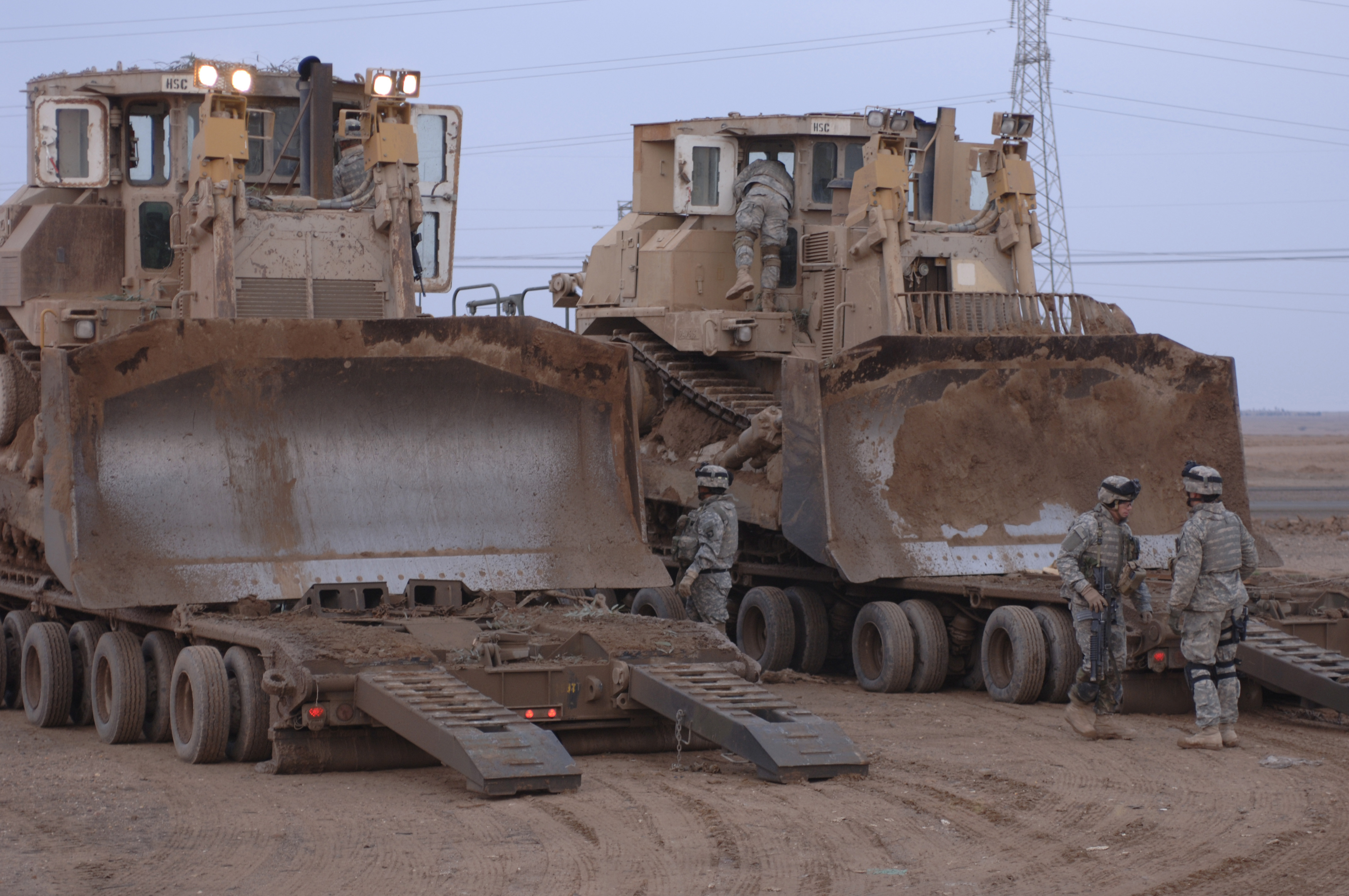

1. ↑  «CAAB - Army's new D9 bulldozer digs into duty in Kuwait - 6/3/03». web.archive.org. ۲۰۰۳-۰۹-۲۶. بایگانی‌شده از اصلی در ۲۶ سپتامبر ۲۰۰۳. دریافت‌شده در ۲۰۲۳-۰۶-۱۷.
2. ↑  «Caterpillar Bulldozers Are Leading the Fight Against the Islamic State». Popular Mechanics (به انگلیسی). ۲۰۱۷-۰۶-۰۱. دریافت‌شده در ۲۰۲۳-۰۶-۱۷.